# تاگ‌لایف
تاگ لایف (به انگلیسی: Thug Life) یک گروه هیپ هاپ آمریکایی بود که متشکل از توپاک شکور، ماکادوشیس، استرچ، بیگ سایک، موپریم و د ریتد آر بود. این گروه قبل از اینکه در سال ۱۹۹۵ منحل شود، یک آلبوم به نام «Thug Life: volume 1» در سال ۱۹۹۴ منتشر کرد.

## ریشه نام
طبق گفته‌های توپاک، این نام در ابتدا به صورت مخفف شروع شده‌است: «نفرتی که شما به بچه‌های کوچک می‌ورزید به همه آسیب می‌رساند». این کار این ایده را نشان می‌داد که نژادپرستی و حاشیه نشینی توسط جوانان سیاهپوست در نهایت باعث گزند و آسیب رسیدن به جامعه است. 

## تاریخ
توپاک، رندی استرچ واکر و پرنسس مل، تاگ لایف را در سال ۱۹۹۲ با تایروس «لیتل سایکو» هایمز تشکیل دادند. آنها آهنگی را با عنوان «زندگی خلاف‌کارانه» ضبط کردند. کمی بعدتر لیتل سایکو با نام سایک به گروه پیوست. بعداً ماکادوشیس و د ریتد آر به گروه پیوستند. آنها با اینترسکوپ رکوردز امضا کردند و یک آلبوم کامل با عنوان«Thug Life: volume 1» ضبط کردند. برادر ناتنی توپاک، موپریم شکور، بعداً به این گروه پیوست.

## تاگ لایف: جلد ۱
در تاریخ ۲۶ سپتامبر ۱۹۹۴، «Thug Life: volume 1» منتشر شد.
اولین تک آهنگ و ویدئو «Pour Out a Little Liquor» (که در ابتدا در موسیقی متن فیلم Above the Rim ظاهر شد و شش ماه قبل منتشر شد) بود که یک آهنگ انفرادی توپاک بود.
توپاک در سورس اواردز ۱۹۹۴ «با قید وثیقه» را اجرا کرد. این آلبوم در ابتدا بر روی شرکت نشر «Shakur Out Da Gutta» منتشر شد. شرکت نشر مادر توپاک، Amaru Entertainment، از آن زمان حق آلبوم را به دست آورده‌است.
قطعه «چه مدت آنها مرا سوگوار خواهند کرد؟» در آلبوم «Greatest hits» در سال ۱۹۹۸ توسط توپاک ظاهر شد.
«Thug Life: volume 1» تا سال ۲۰۱۱ در ایالات متحده ۴۷۸ هزار و ۴۱۹ نسخه فروخته‌است.

## مرگ استرچ
در ۳۰ نوامبر ۱۹۹۵، استرچ پس از اصابت چهار گلوله به کمر وی توسط سه مرد که در کنار مینی ون وی در روستای کوئینز قرار گرفتند، درگذشت. استرچ دقیقاً یک سال پس از تیراندازی کواد استودیو توپاک در سال ۱۹۹۴ کشته شد.
- توپاک (درگذشته در ۱۹۹۴)
- استرچ (معروف به بیگ استرچ) (درگذشته در ۱۹۹۵)
- بیگ سایک (معروف به لیتل سایکو یا موسولینی) (درگذشته ۲۰۱۶)
- موپریم
- ماکادوشیس (معروف به اوریجینال مک ۱۰)
- ریتد آر (معروف به سوپر استار)

## ترانه‌شناسی

### آلبوم‌های استودیویی
- تاگ لایف: جلد ۱ (۱۹۹۴) # ۴۲ بیلبورد ۲۰۰؛ شماره 6 R & B / Hip-Hop